# Галапагоські острови

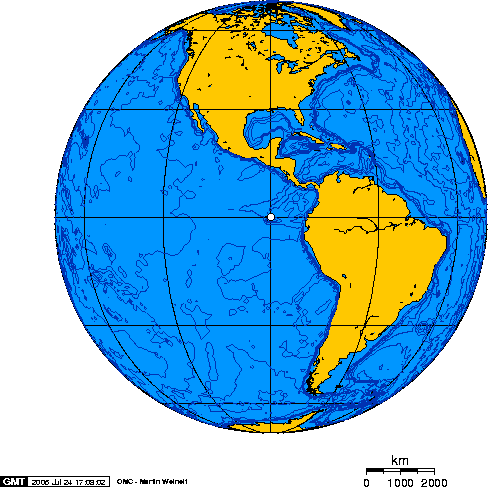
Ортографічна проєкція архіпелагу

0°21′27″ пд. ш. 90°28′12″ зх. д. / 0.35750° пд. ш. 90.47000° зх. д.
Галапаго́ські острови́ (ісп. Islas Galápagos) — архіпелаг у Тихому океані, розташований за 965 кілометрів на захід від узбережжя Еквадору; складаються з 13 основних вулканічних островів, 6 невеликих острівців і 107 скель і намивних територій.
Вважають, що перший острів сформувався 5—10 мільйонів років тому в результаті тектонічної активності. Наймолодші острови — Ісабела і Фернандіна — досі на стадії формування, останнє вулканічне виверження на цих островах відбулося в 2005 році.
Адміністративно Галапагоські острови належать Еквадору. Населення архіпелагу становить близько 30 тисяч мешканців (2006). Площа архіпелагу — 7882 км², з яких близько 96,7 % (7618 км²) входить до складу Національного парку Галапагос. 3,3 % або 263 км² — населена територія, що включає як міські, так і сільськогосподарські райони. Острів Бальтра, хоча також має природоохоронні райони, служить базою Військово-морського флоту та авіації Еквадору, на ньому розташовано також основний аеропорт архіпелагу.
Архіпелаг відомий своїми флорою і фауною. Велика кількість місцевих видів архіпелагу — ендеміки. Унікальна природа островів привертає багато туристів, що робить туризм основною галуззю економіки. Також дуже популярний дайвінг. Вулкан Вульф на острові Ісабела — найвища точка Галапагоських островів (1707 м над рівнем моря).
Крім того, острови відомі тим, що саме тут Чарльз Дарвін проводив свої дослідження, які, зокрема, наштовхнули його на створення еволюційної теорії походження видів.

## Етимологія назви
У різні часи архіпелаг був відомий під багатьма назвами, наприклад, «Зачаровані острови» (англ. Enchanted Islands) через швидкі океанічні течії, що ускладнювали навігацію. Перша сира навігаційна схема островів була зроблена піратом Амброузом Коулі (англ. Ambrose Cowley) в 1684 році. На ній він назвав острови на честь своїх знайомих піратів чи англійських дворян — покровителів піратів. Після анексії архіпелагу Еквадором він спершу став Еквадорськими островами. Свою сучасну назву архіпелаг отримав завдяки великим морським черепахам, що мешкали тут, спочатку латиною як «Insulae de los Galopegos» — «острови черепах», а потім і іспанською мовою як «Islas Galápagos». Саме під цією назвою острови відомі в більшості країн світу, в тому числі й в Україні. Однак інші назви все ще використовують, зокрема сучасна офіційна еквадорська назва архіпелагу — «Архіпелаг Колумба» — «Archipiélago de Colón».

## Історія

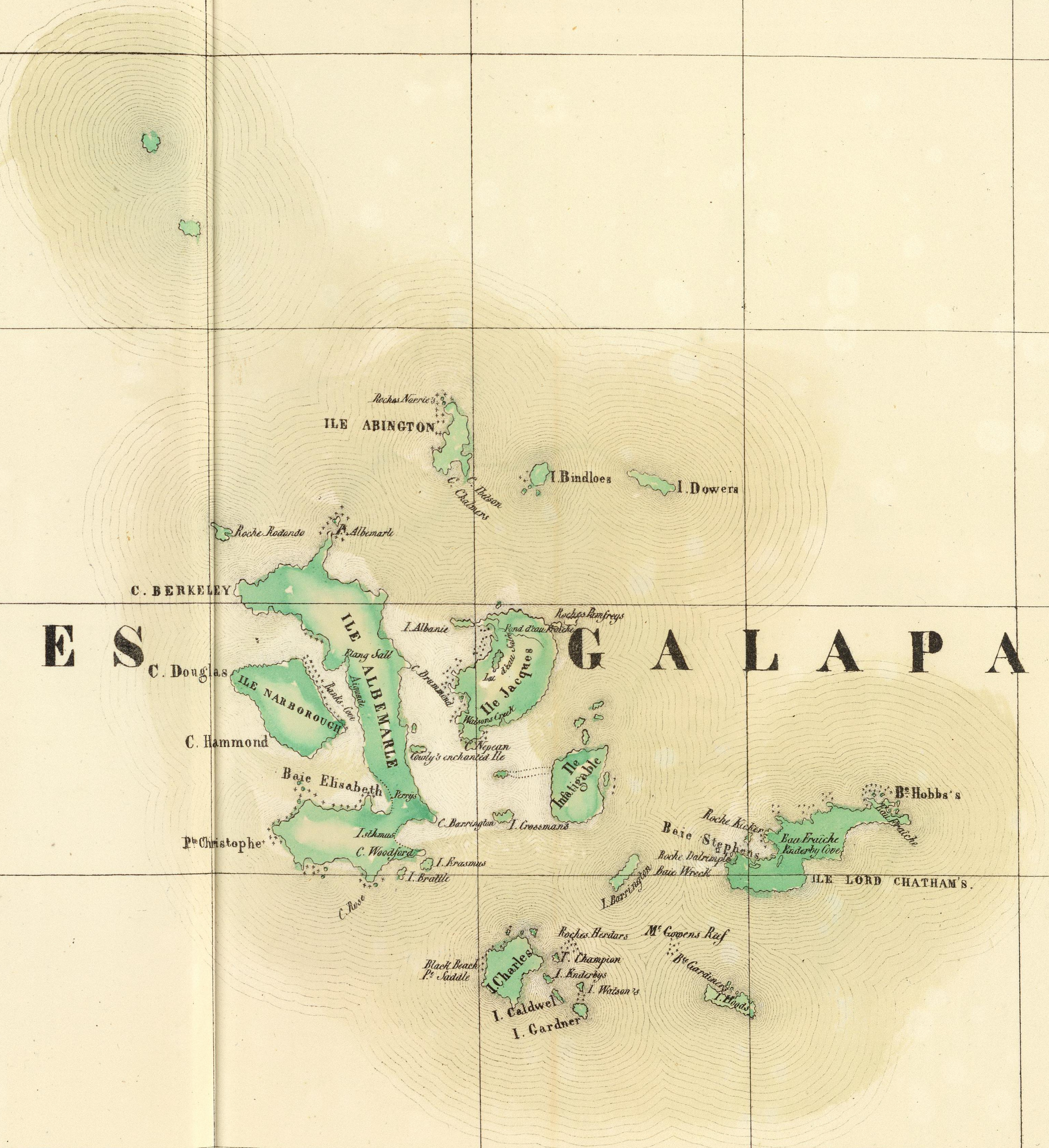
Мапа Галапагоських островів Філіпа Вандемалена, 1827 рік

Галапагоські острови відкрив екіпаж корабля єпископа Панами домініканця Томаса де Берланга під час його мандрівки до Віцекоролівства Перу з метою розв'язання суперечки між Франсиско Пісарро та його лейтенантами. Судно, на якому плив єпископ, відхилилося від курсу через сильний вітер і досягло островів 10 березня 1535 року. Втім, за дослідженнями середини 20-го століття, іспанці не були першими відвідувачами островів — знайдені черепки та інші залишки людської діяльності на островах вказують на відвідування островів південноамериканськими індіанцями ще до прибуття іспанців.
Острови були вперше нанесені на карти в 1570-х роках Абрагамом Ортеліусом і Герардусом Меркатором під назвою Insulae de Los Galopegos (Острови Черепах). Протягом наступних двох з половиною століть острови залишалися ненаселеними і часто ставали притулком англійських піратів, які готували напади на іспанські кораблі.
Александер Селькірк, чиї пригоди на островах Хуан Фернандес надихнули Даніеля Дефо на написання роману «Робінзон Крузо», відвідав Галапагоські острови в 1709 році, коли його підібрав з островів Хуан Фернандес пірат Вудс Роджерс. Роджерс зупинявся на островах для ремонту свого судна після нападу на місто Ґуаякіль.
Перша наукова місія до Галапагоських островів прибула в 1790 під керівництвом Алессандро Маласпіна, сицилійського капітана, чию експедицію фінансував король Іспанії. Проте записи експедиції не збереглися.
У 1793 році Джеймс Колнетт зробив опис флори і фауни Галапагоських островів і зауважив, що острови можна використовувати як базу для полювання на китів у Тихому океані. Він також склав перші точні навігаційні карти островів.
Китобої, що почали висаджуватися тут, вбивали і захоплювали тисячі черепах, полюючи на них заради їхнього жиру. Великих сухопутних також брали на кораблі заради свіжого м'яса, оскільки ці тварини могли жити протягом кількох місяців без води та їжі. Полювання на черепах призвело до значного зменшення популяції та знищення деяких видів. Разом з китобоями на острови прибули мисливці на котиків, які теж майже знищили популяцію цих тварин.
Еквадор анексував Галапагоські острови 12 лютого 1832 року і назвав їх Еквадорським архіпелагом. Цю назву використовували поруч з кількома іншими назвами, зрідка й досі використовують для посилання на архіпелаг. Перший губернатор Галапагосу, генерал Хосе де Віяміль, перевіз сюди групу каторжників, щоб заселити острів Флореана, а в жовтні 1832 року до них приєдналися деякі ремісники та фермери.
Під час другої подорожі «Бігля» дослідницький корабель під керівництвом капітана Роберта Фіцроя прибув на острови 15 вересня 1835 року з метою розвідати підходи до гаваней. Капітан та інші члени експедиції, зокрема його компаньйон, молодий натураліст Чарльз Дарвін, провели наукові дослідження геології і біології на чотирьох з тринадцяти основних островів, після чого 20 жовтня продовжили навколосвітню подорож. Дарвін відмітив, що зяблики різних островів відрізняються між собою, а губернатор тюремної колонії на острові Чарльз розповів йому, що черепахи також різнилися від острова до острова. У кінці подорожі Дарвін дійшов висновку, що ці факти, можливо, «підривають стабільність видів». Коли після повернення до Англії він проаналізував зразки птахів, стало зрозуміло, що багато зовнішньо різних видів птахів були лише різновидами зябликів, що на різних островах виглядали зовсім по різному. Ці факти стали важливими віхами в розробці Дарвіном його теорії природного відбору як пояснення еволюції, яку він опублікував у своїй відомій роботі «Походження видів».
Наприкінці 19-го століття Хосе Валдісан і Мануель Хуліан Кобос провели нову спробу колонізації островів, організували збирання знайденого на островах лишайнику виду (Roccella portentosa), що використовувався для отримання барвника. Після вбивства Валдісана одним з його працівників Кобос привіз з континенту нову групу з більш ніж сотні працівників до острова Сан-Кристобаль і спробував розпочати вирощування цукрової тростини. Він дуже жорстоко поводився зі своїми робітниками, тож повторив долю Валдісана і був убитий в 1904 році. Починаючи з 1897 року, Антоніо Гіл заснував нову плантацію на острові Ісабела.
В 1898 році тут працювала Галапагоська експедиція Хопкінса-Стенфорда, надіслана Зоологічним факультетом Стенфордського університету, а починаючи з вересня 1904 року — експедиція Каліфорнійської академії наук під керівництвом Ролло Бека, яка залишалася на островах протягом цілого року, збираючи науковий матеріал з геології, ентомології, орнітології, ботаніки, зоології і герпентології. Інша експедиція цієї Академії під керівництвом Темплетона Крокера відвідала острови у 1932 році з метою збору рослин, комах, риб, птахів, тварин та їх скелетів і скам'янілостей.
Протягом другої світової війни Еквадор уповноважив США встановити військово-морську базу на острові Бальтра і радарні станції на інших стратегічних точках. У 1946 році на острові Ісабела була організована колонія для злочинців, але вона була розформована в 1959 році.
У 1953 році на островах побував Тур Хеєрдал у пошуках спадщини інків. Приблизно з цього часу природоохоронні заходи на островах стали ефективнішими. У 1978 році острови були внесені до списку Світової спадщини ЮНЕСКО, а в 1985 році — до списку біосферних заповідників міжнародного значення.

## Населення

### Адміністративний поділ

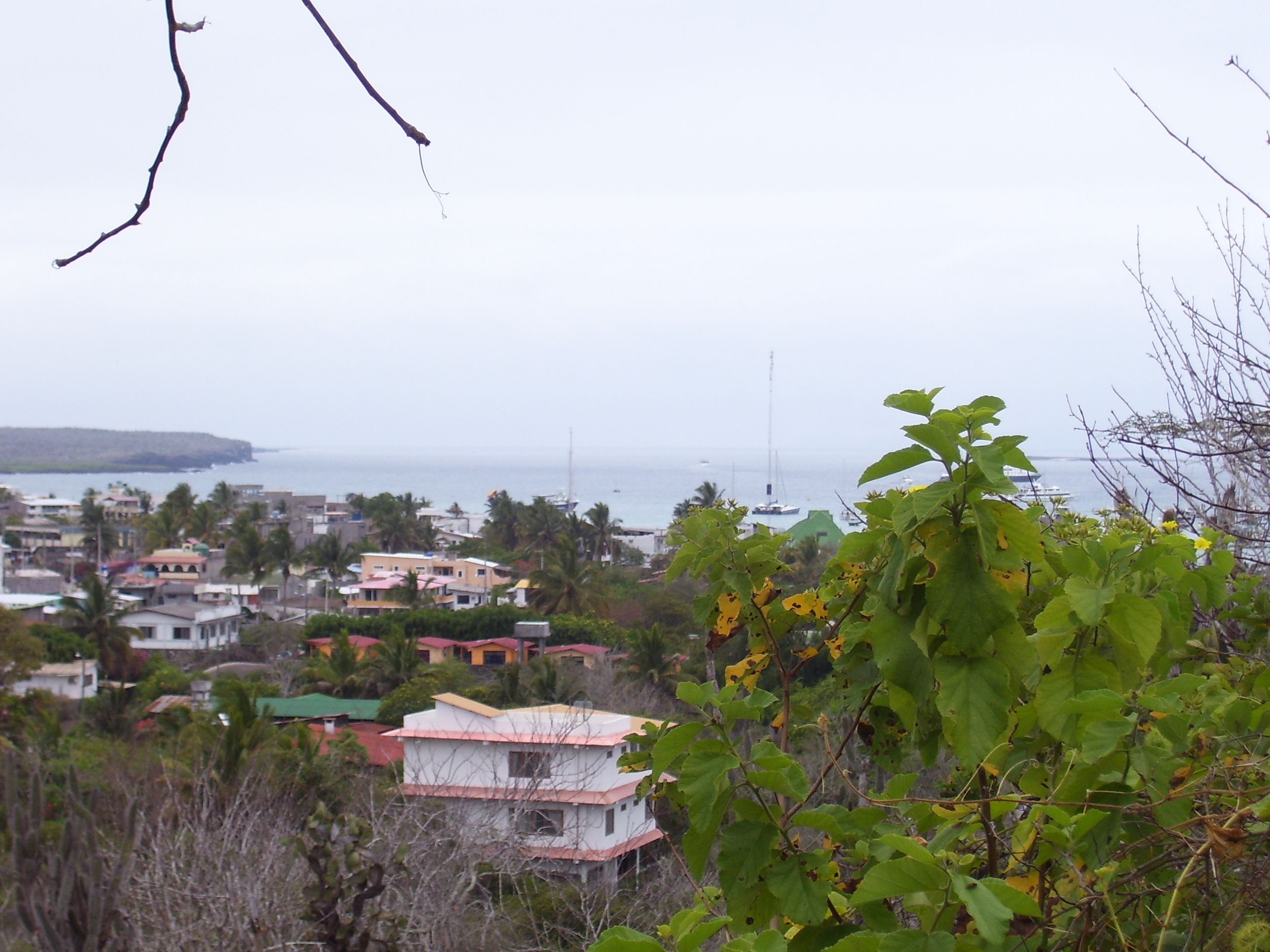
Пуерто-Айора — найбільше поселення архіпелагу

Адміністративно на Галапагоських островах розташована еквадорська провінція Галапагос. Її столиця — Пуерто-Бакерісо-Морено. Провінція поділена на 3 кантони:
1. Ісабела (адміністративний центр — Пуерто-Віяміль)
2. Сан-Кристобаль (адміністративний центр — Пуерто-Бакерісо-Морено)
3. Санта-Крус (адміністративний центр — Пуерто-Айора)

Зараз населені п'ять островів архіпелагу: Бальтра, Флореана, Ісабела, Сан-Кристобаль і Санта-Крус. На кожному з цих островів лише частина території відведена для людської діяльності, зазвичай території в центральній частині островів та окремі ділянки на узбережжі, необхідні для пристаней.

### Демографія
Галапагоські острови — одне з небагатьох місць на Землі без корінного населення. Найбільша етнічна група на островах — еквадорські метиси — суміш нащадків іспанських колоністів із південноамериканськими індіанцями, переважно ці поселенці прибули на Галапагоські острови у другій половині 20-го століття з континентальної частини Еквадору.
У 1959 році, одразу після заснування Національного парку Галапагос, постійне населення острова становило від 1 000 до 2 000 мешканців. У 1972 році був проведений перепис населення, за ним на той час на архіпелазі налічувалося вже 3 488 жителів. До 1980-х років населення значно зросло, досягнувши 15 000, а в 2006 році за приблизними підрахунками на островах налічувалося близько 30 000 мешканців.

## Охорона архіпелагу

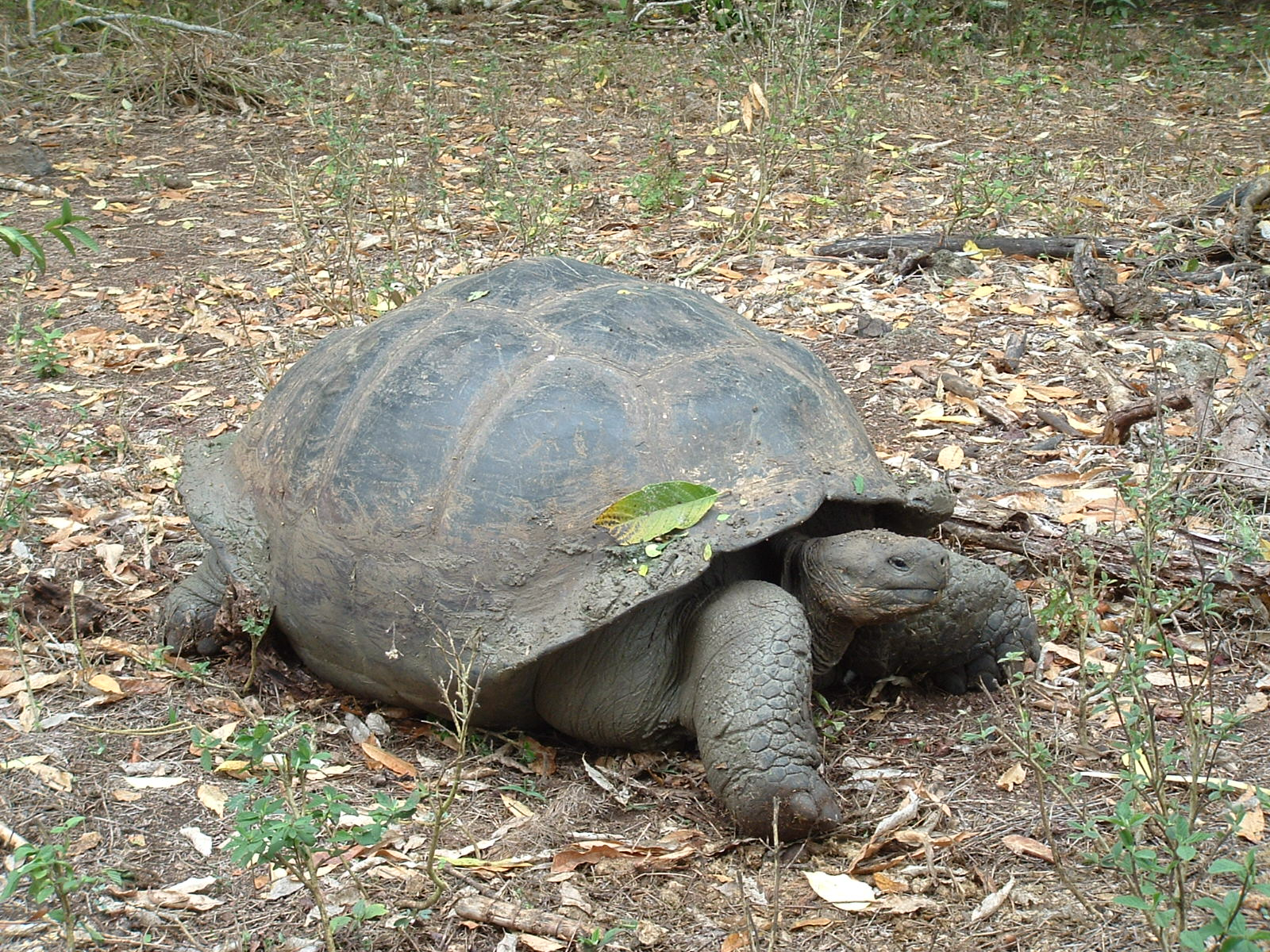
Галапагоська черепаха

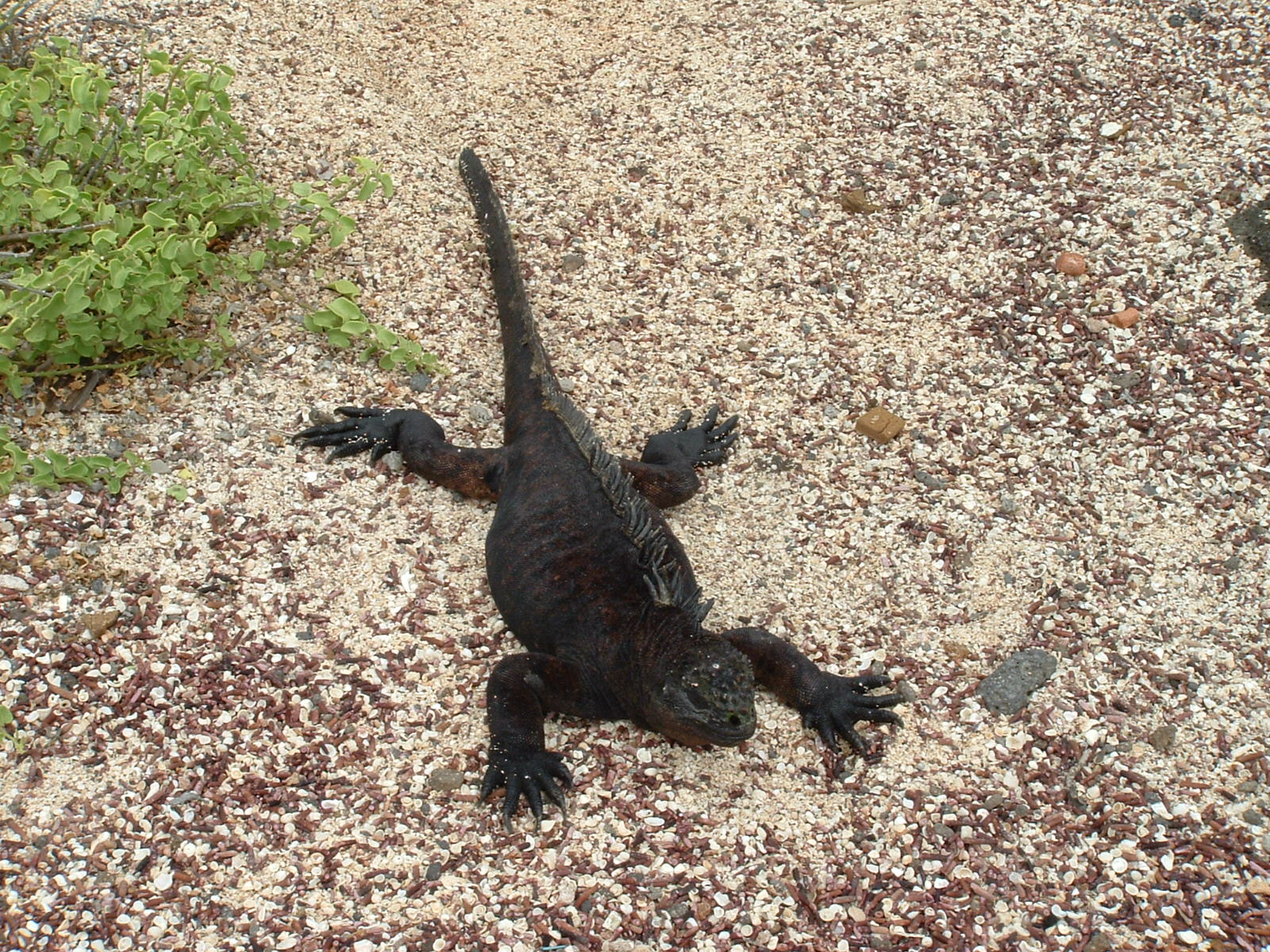
Морська ігуана

Хоча перші закони, спрямовані на охорону природи островів, були ухвалені ще в 1934 році, а в 1936 році доповнені, до кінця 1950-х років не було вжито ніяких дій для збереження місцевої флори і фауни. Лише у 1955 році Міжнародний союз охорони природи відправив ознайомлювальну місію для обстеження архіпелагу. Через 2 роки, у 1957 році, ЮНЕСКО за сприяння уряду Еквадору організувало іншу експедицію для вивчення ситуації зі збереження природи на архіпелазі і вибору ділянки для спорудження дослідницької станції.
У 1959 році, коли відзначали сторічний ювілей першої публікації «Походження видів» Чарльза Дарвіна, уряд Еквадору оголосив про створення Національного парку на островах. Загальна площа Національного парку Галапагос становила 97,5 % всієї території суші архіпелагу. У той же рік заснували міжнародний Фонд Чарльза Дарвіна зі штаб-квартирою в Брюсселі (зараз у Пуерто-Айора). Первинні цілі Фонду полягали в забезпеченні збереження унікальної екосистеми Галапагоських островів і розвиткові наукових досліджень, необхідних для охорони природи. Робота зі збереження почалася зі спорудження в 1964 році Дослідницької станції Чарльза Дарвіна на острові Санта-Крус. У перші роки працівники станції провели роботи з виведення з архіпелагу інтродукованих, тобто нерідних, видів тварин і рослин; а також із захисту корінних видів. У наш час[коли?] учені на островах в основному займаються чистим дослідженням фауни і флори, маючи на меті охорону природи.
У 1986 році навколишня акваторія загальною площею 70 000 км² була оголошена «морською природоохоронною зоною», другою за розміром після Австралійського Великого Бар'єрного рифу. З 1990 року архіпелаг став притулком для китів. У 1978 році ЮНЕСКО оголосила острови територією Світової спадщини, а в 1985 році — біосферним заповідником міжнародного значення.

### Тварини, що перебувають під охороною
- Галапагоська сухопутна ігуана (Conolophus subcristatus)
- Морська ігуана (Amblyrhynchus cristatus)
- Ґалапаґоська гігантська черепаха (Geochelone nigra)
- Олуша блакитнонога (Sula nebouxii)
- Зелена черепаха (Chelonia mydas)
- Нелітаючий баклан (Phalacrocorax harrisi)
- Великий фрегат (Fregata minor) і прекрасний фрегат (Fregata magnificens)
- Голотурія (Holothuroidea)
- 13 видів птахів родини в'юркових (Fringillidae), відомі як «зяблики Дарвіна»
- В'юрок деревинний (Camarhynchus pallidus)
- Галапагоський пінгвін (Spheniscus mendiculus)
- Галапагоський альбатрос (Phoebastria irrorata)
- Ґалапаґоський канюк (Buteo galapagoensis)
- Каліфорнійський морський лев (Zalophus californianus)

### Екологічні загрози

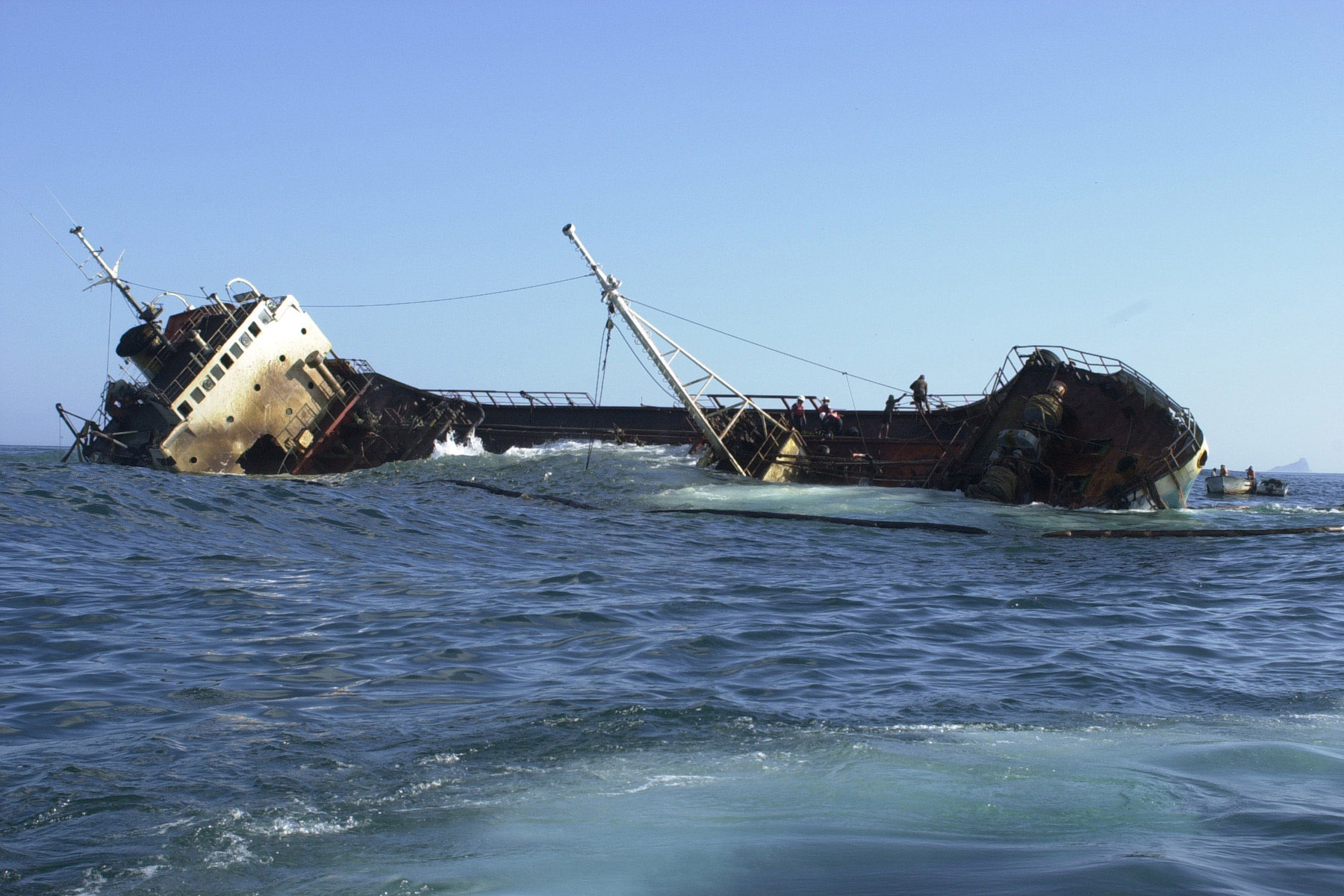
Танкер Джесіка, викинутий на берег у січні 2001 року

Головну загрозу для архіпелагу становлять інтродуковані (випадково або навмисно завезені) види рослин і тварин, такі як здичавілі кози, кішки, велика рогата худоба. Завдяки швидкому розмноженню ці види спустошують місце існування корінних мешканців. Зважаючи на малу кількість природних хижаків на островах, місцеві види беззахисні перед завезеними видами і часто стають їхніми жертвами.
Найбільш шкідливими для архіпелагу рослинами є гуаява (Psidium guajava), авокадо (Persea americana), хінне дерево (Cinchona pubescens), охрома пірамідальна (Ochroma pyramidale), ожина (Rubus glaucus), різні цитрусові (апельсин, грейпфрут, лимон), дурман запашний (Datura arborea), рицина звичайна (Ricinus communis) і слонова трава (Pennisetum purpureum). Ці рослини широко розповсюдилися і витіснили деякі рідні види у вологих зонах островів Сан-Кристобаль, Флореана, Ісабела і Санта-Крус.
Багато видів було завезено на острови піратами. Відомий мандрівник Тур Хеєрдал вказав на документи, які свідчать про те, що віцекороль Перу, знаючи, що пірати харчуються на островах дикими козами (ними ж привезеними й випущеними на волю), наказав випустити там на волю собак для знищення цих кіз. Після невдалої колонізації острова Флореана адміралом Хосе де Віямілем (José de Villamil) він наказав розпустити кіз, ослів, корів та інших домашніх тварин з ферм на острові та на інших островах для майбутньої колонізації.
Архіпелаг досі населяють багато чужорідних тварин: кози, свині, собаки, пацюки, миші, кішки, вівці, коні, осли, корови, домашні птахи, мурахи, таргани та деякі паразитичні комахи. Собаки і кішки нападають на диких птахів і руйнують їхні гнізда, ловлять ігуан, молодих сухопутних і морських черепах. Свині завдають ще більшої шкоди, руйнуючи гнізда черепах та ігуан, а також знищуючи природну рослинність у пошуках комах і коріння. Можливо, свині стали причиною зникнення ігуан на острові Сантьяґо, які за часів Дарвіна там ще водилися. Чорні пацюки (Rattus rattus) нападають на молодих Галапагоських черепах, коли ті покидають гніздо, і в результаті на острові Пінсон черепахи припинили розмножуватися на більш ніж 50 років; зараз там трапляються лише дорослі особини. З появою чорного пацюка пропав також місцевий щур-ендемік. Корови та віслюки поїдають всю доступну рослинність в околицях і тим забирають і так малу кількість поживи у місцевих видів. У 1959 році рибалки завезли на острів Пінта одного цапа та двох кіз; у 1973 році, за оцінкою служби Національного парку, поголів'я кіз на острові становило понад 30 тисяч. У 1967 році кози були завезені на острів Марчена, а в 1971 році на острів Рабіда. Швидке зростання популяції свійських птахів на незаселених островах занепокоїло вчених з огляду на можливість передавання хвороб свійських птахів диким і виникнення ендемії.
Під найбільшою загрозою перебуває Морський резерв Галапагос. Однією з найбільших проблем акваторії Галапагоських островів є незаконний вилов риби. Особливу стурбованість спричиняє полювання на місцевих акул (таких як риби-молоти, на яких полюють заради плавників) і несезонний збір урожаю морських огірків. Загрозу становить також бурхливий розвиток індустрії туризму і значний приріст місцевого населення, спричинений високою народжуваністю та нелегальною імміграцією. Аварія на нафтовому танкері «Джесіка» у січні 2001 року, внаслідок якої з'явилася велика нафтова пляма, спричинила спалах суспільної уваги у світі до проблем архіпелагу.
У 2007 році ЮНЕСКО помістило Галапагоські острови до списку Світової спадщини в небезпеці.

## Географія

Мапа архіпелагу з назвами островів

Діаграма клімату Галапагоських островів

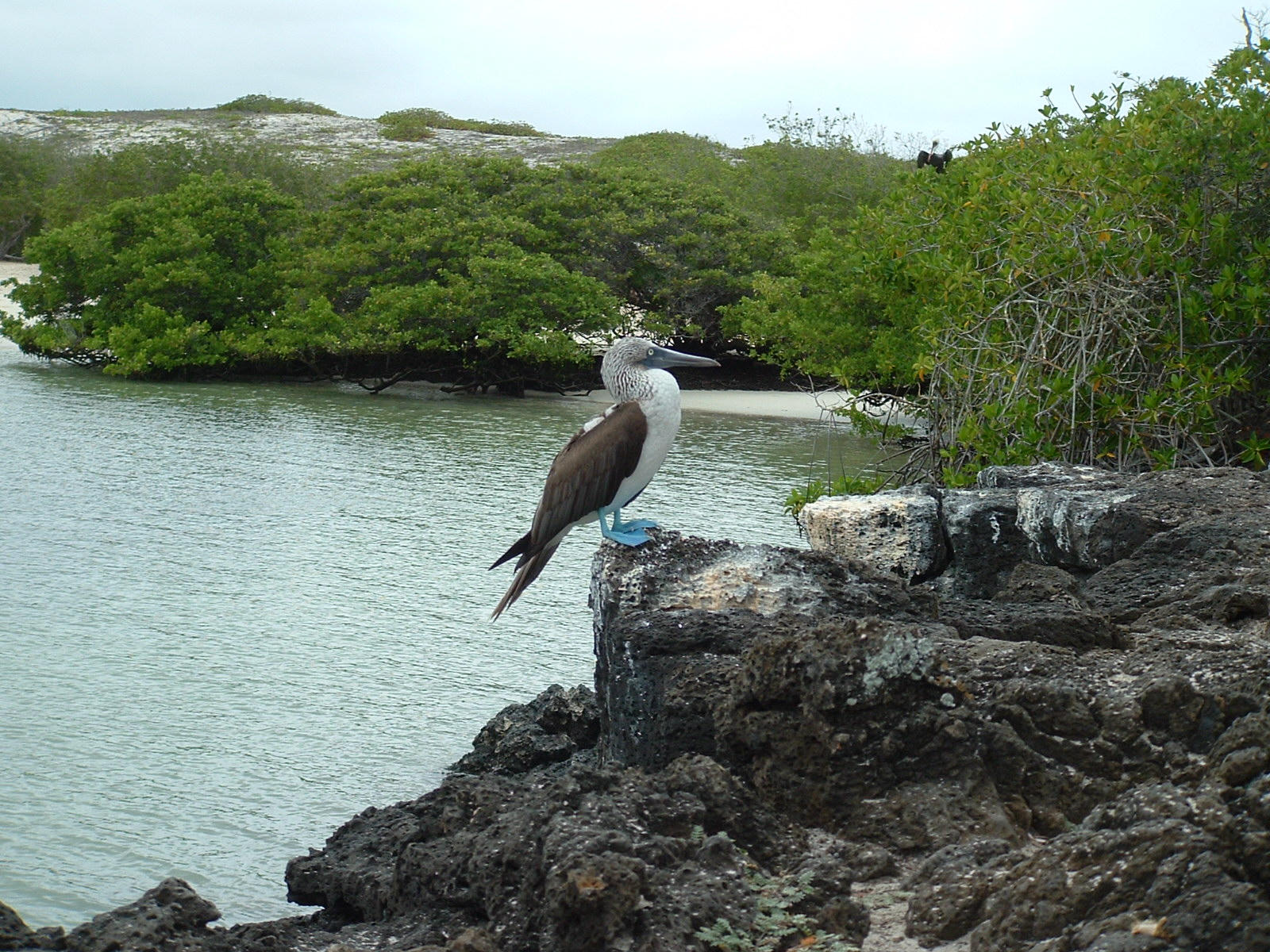
Олуша блакитнонога

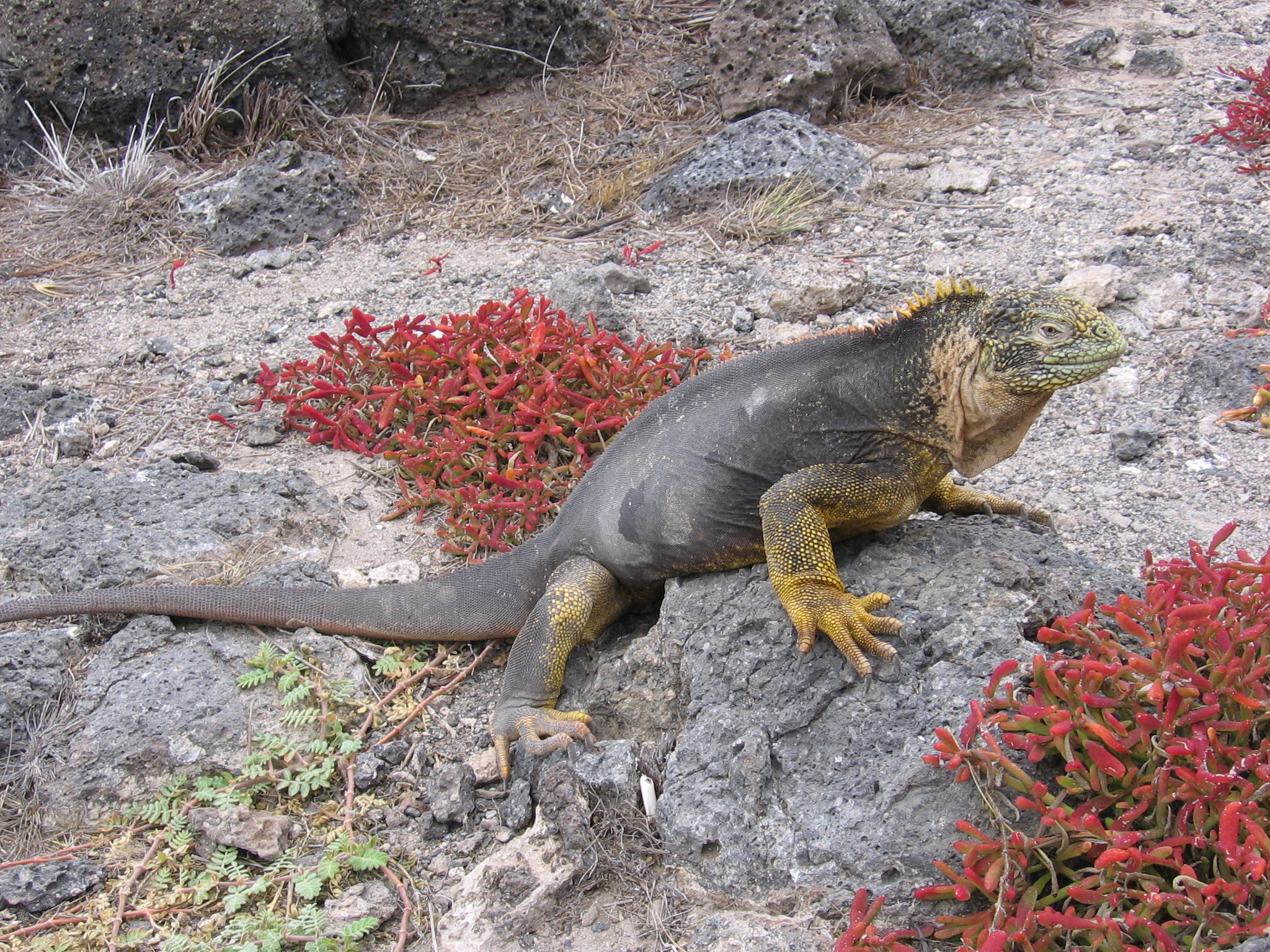
Галапагоська сухопутна ігуана

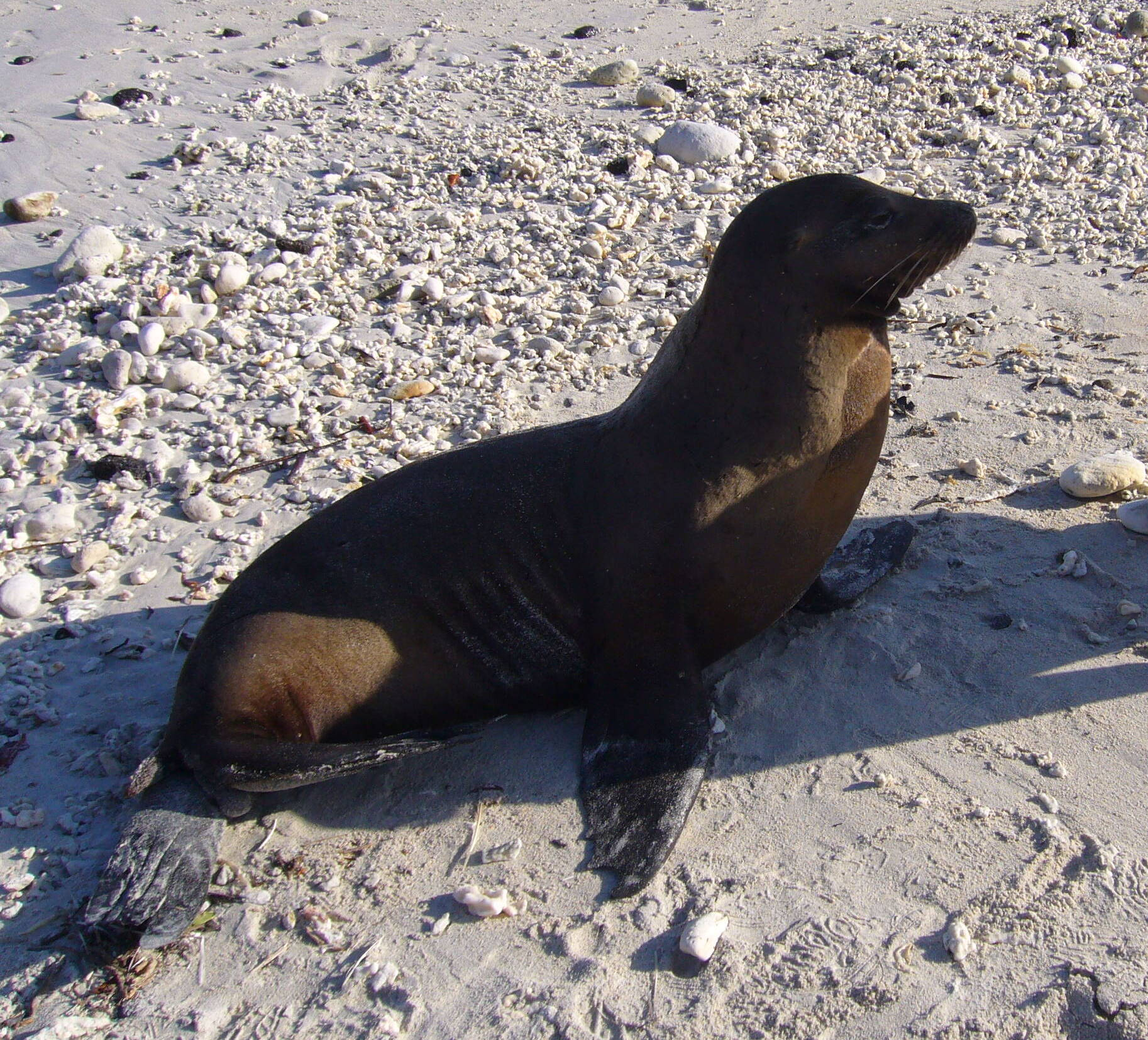
Каліфорнійський морський лев (Zalophus californianus) на Галапагоських островах

Галапагоські острови розташовані на екваторі, від 1°40′ північної широти до 1°36′ південної широти, і від 89°16′ до 92°01′ західної довготи. На островах практично відсутні джерела прісної води. Архіпелаг відомий своїми флорою і фауною. Велика кількість мешканців архіпелагу — ендеміки.
Незважаючи на широту, через холодну течію клімат на Галапагосах набагато прохолодніший від інших територій на екваторі. Температура води іноді знижується до 20°C, а середньорічна — 23—24°С.

### Бальтра
Бальтра (ісп. Baltra), або Сеймур-Сур (Seymour Sur). У роки другої світової війни на острові була побудована військово-повітряна база США для патрулювання Тихого океану в пошуках ворожих підводних човнів та прикриття Панамського каналу. Після закінчення війни все майно бази було передане урядові Еквадору. Зараз там розташована офіційна військова база Еквадору.
До 1986 року на Бальтрі розташовувався єдиний на архіпелазі аеропорт, що пов'язував острови з материком. Зараз побудовані ще два аеропорти на островах Сан-Кристобаль та Ісабела, однак більшість рейсів досі робиться з цього острова. У 1930-ті роки вчені в межах експерименту переселили 70 місцевих ігуан на сусідній острів Сеймур-Норте. Результат виявився несподіваним — під час війни ігуани, що залишилися на острові, вимерли. У 1980-ті роки ігуан з острова Сеймур-Норте перевели в дарвінівський центр з метою відновлення популяції, а потім у 1990-ті роки знову виселили на Бальтрі.

### Бартоломе
Бартоломе (ісп. Bartolomé). Острів був названий на честь лейтенанта Девіда Бартоломео (англ. David Bartholomew) британських військово-морських сил. Цей маленький нежилий острів на схід від острова Сантьяґо є одним з найвідвідуваніших туристами островів в архіпелазі. На цьому острові в 2003 році зняли художній фільм «Хазяїн морів: на краю землі» (англ. Master and commander: the far side of the world).
Острів Бартоломе є згаслим вулканом і має ряд яскраво забарвлених вулканічних формацій, включаючи конусоподібний горб з туфу, відомого як «Pinnacle Rock». Цей частково еродований пагорб утворився тоді, коли лава досягла водної поверхні. Контакт з морською водою викликав так зване фреатичне виверження, або виверження бандайсанського типу. Підірвані розплавлені фрагменти разом утворили спаяний туф. На острові живуть Галапагоські пінгвіни, морські леви, гніздяться морські черепахи. Біля острова живуть білопері рифові акули (Triaenodon obesus).

### Вульф
Вульф (ісп. Wolf), або Венманн (Wenman). Цей острів названий на честь німецького геолога Теодора Вульфа. Площа острова становить усього 1,3 км², максимальна висота 253 м над рівнем моря. Тут живуть морські котики, фрегати, маскові і червононогі олуші, морські ігуани, акули, кити, дельфіни і Галапагоські мартини (Creagrus furcatus). Найвідомішим мешканцем острова є гостродзьобий земляний в'юрок (Geospiza difficilis septentrionalis), що харчується кров'ю олуш і живе тільки на цьому острові.

### Дарвін
Дарвін (ісп. Darwin), або Кулпеппер (англ. Culpepper). Цей острів названий на честь Чарльза Дарвіна. Його площа 1,1 км², максимальна висота 168 м. Острів дуже невеликий та практично не має наземної фауни, його фауна складається з морських птахів та інших морських тварин. Тут можна зустріти морських котиків, морських левів, морських ігуан, фрегатів, Галапагоських мартинів, червононогих і насканських олуш (Sula granti). Біля острова багато китів, морських черепах, дельфінів, різноманітних акул.

### Геновеса
Геновеса (ісп. Genovesa), або Тауер (англ. Tower). Сучасну іспанську назву острів отримав від італійського міста Генуї, батьківщини Христофора Колумба. Його площа становить 14 км², максимальна висота 76 м. Острів сформувався із залишків великого кратера, зануреного у воду. Його також називають «пташиним островом», зважаючи на велику кількість різних птахів. У затоці Дарвіна можна побачити фрегатів і Галапагоських мартинів — єдиних видів птахів на архіпелазі, що ведуть нічний спосіб життя. На острові також живуть червононогі олуші, крачки (Anous), Галапагоські димчасті мартини (Larus fuliginosus), фаетони, голуби, качуркові (Hydrobatinae) і «зяблики Дарвіна». На острові є оглядовий майданчик «Сходинка принца Філіпа», а також ліс Lignum vitae.

### Еспаньйола
Еспаньйола (ісп. Española), або Гуд (англ. Hood). Сучасну іспанську назву острів отримав на честь Іспанії (буквально — «іспанка»). Площа острова становить 60 км², максимальна висота 206 м над рівнем моря. Це геологічно найстаріший острів архіпелагу, його вік оцінюється в понад 3,5 млн років. Це найпівденніший острів. Віддаленість острова від решти групи сприяє великій кількості ендемічних видів на острові та їхній пристосованості до його природних ресурсів. Морські ігуани на Еспаньйолі з'являються тільки під час шлюбного сезону.
Тут мешкає Галапагоський (махаючий) альбатрос (Phoebastria irrorata) — рідкісний вид птахів. Круті скелі острова чудово підходять для зльоту цих великих птахів, які харчуються біля берегів Еквадору і Перу. На Еспаньйолі є два майданчики для відвідувачів. Затока Гарднер має гарний пляж і місце для купання та підводного плавання. У районі Пунта-Суарес можна спостерігати за дикою природою з великою різноманітністю місцевої фауни.

### Ісабела
Ісабела (ісп. Isabela), або Альбемарле (Albemarle). Острів названий на честь королеви Ізабели, що фінансувала подорожі Христофора Колумба. Це найбільший острів архіпелагу, його площа становить 4640 км². Найвищою точкою вважають вулкан Вульф, 1707 м заввишки над рівнем моря. Острів має форму морського коника та об'єднує в собі 6 різних вулканів, що разом утворили один суцільний масив суші. На острові водяться Галапагоські пінгвіни, Галапагоські баклани (Phalacrocorax harrisi), морські ігуани, олуші, пелікани і краби Grapsus grapsus. На схилах вулканів Ісабели можна побачити ігуан, сухопутних черепах, а також зябликів, Галапагоських канюків (Buteo galapagoensis), Галапагоського голуба і цікаву низовинну рослинність. На південно-східному краю острова розташоване третє за кількістю населення селище архіпелагу — Пуерто-Віяміль.

### Марчена
Марчена (ісп. Marchena), або Бінлое (Bindloe). Острів названий на честь монаха Антоніо Марчени (Fray Antonio Marchena). Площа острова 130 км², максимальна висота 343 м над рівнем моря. На острові водяться Галапагоські канюки (Buteo galapagoensis) і морські леви. Острів є також основним місцем проживання лавових ящірок (Tropidurus delanonis).

### Пінта
Пінта (ісп. Pinta), або Абінґдон (англ. Abingdon). Острів названий на честь однієї з каравел Христофора Колумба. Площа острова 60 км², максимальна висота 777 м над рівнем моря. На острові водяться Галапагоські мартини, морські ігуани, Галапагоські канюки і морські леви. Острів є також батьківщиною найрідкіснішого підвиду Галапагоської черепахи — Geochelone nigra abingdoni, останнім представником якого був самець Самотній Джордж, що жив на території дарвінівського центру. 24 червня 2012 року він помер і з його смертю підвид Абінгдонська слонова черепаха перейшов у статус вимерлого.

### Пінсон
Пінсо́н (ісп. Pinzón), або Дункан (англ. Duncan). Острів названий на честь братів Пінсон, капітанів каравел «Пінта» і «Нінья», що брали участь у подорожі Колумба. Площа острова 18 км², максимальна висота 458 м над рівнем моря. Тут водяться морські леви, Галапагоські канюки, гігантські черепахи та морські ігуани, біля острова часто бачать дельфінів.

### Пласа-Сур
Пласа-Сур (ісп. Plaza Sur). Названий на честь колишнього президента Еквадору Леонідаса Пласа. Площа острова всього 0,13 км², найвища точка має висоту 23 м над рівнем моря. Флора острова включає кактуси опунція (Opuntia) і сезувіум (Sesuvium), які утворюють червонуватий килим поверх формації застиглої лави. Тут живуть ігуани і велика кількість різноманітних птахів, яких можна спостерігати на скелях на південному краю острова.

### Рабіда
Ра́біда (ісп. Rábida), або Джервіс (англ. Jervis). Названий на честь монастиря, де Христофор Колумб залишив свого сина перед подорожжю до берегів Америки. Площа острова 4,9 км², максимальна висота 367 м над рівнем моря. Велика кількість заліза у складі лави надає острову червонуватого відтінку. У невеликій лагуні з солоною водою біля берега мешкає білощокий шилохвіст (Poecilonetta bahamensis). У ній також гніздяться бурі пелікани і олуші. До недавнього часу там жили і фламінго, але через нестачу їжі їх перевезли на інші острови. На острові водяться дев'ять видів зябликів.

### Сан-Кристобаль
Сан-Крісто́баль (ісп. San Cristóbal), або Чатем (англ. Chatham). Острів отримав свою назву на честь святого мученика Христофора (Крістобаля). Площа острова 558 км², найвища точка 730 м над рівнем моря. На острові і біля нього живуть фрегати, морські леви, велетенські черепахи, блакитноногі і червононогі олуші, фаетони (Phaethontidae), морські ігуани, дельфіни, Галапагоські мартини. Серед рослин трапляються види Галапагоської каландринії (Calandrinia galapagos), лекокарпус дарвіновський (Lecocarpus darwinii), Lignum vitae і Malus germicana. На високій частині острова розташоване найбільше прісне озеро архіпелагу — Лагуна Ель-Джунко. На південному краю острова розташована столиця провінції Галапагос — містечко Пуерто-Бакерісо-Морено.

### Санта-Крус
Санта-Крус (ісп. Santa Cruz), або Індефатіґебль (англ. Indefatigable). Це найнаселеніший острів архіпелагу. Його площа становить 986 км², найвища точка 864 метри над рівнем моря. Назва острова іспанською означає «Святий Хрест». На острові розташований найбільший населений пункт архіпелагу — місто Пуерто-Айора. Тут також містяться Головне управління Національного парку і Дослідницька станція Чарльза Дарвіна. На станції є центр розведення черепах для подальшого випускання їх на волю. На вершинах острова росте багата рослинність і розташовані знамениті лавові тунелі. На острові також є велика популяція черепах. У бухті «Чорна черепаха», оточеній манграми, часто трапляються морські черепахи, скати і невеликі акули. На острові є лагуна з фламінго, що має назву «Серро-Драгон».

### Санта-Фе
Санта-Фе (ісп. Santa Fe), або Баррінґтон (англ. Barrington). Названий на честь іспанського міста, дослівно означає «свята віра». Площа острова 24 км², найвища точка 259 м над рівнем моря. На острові є найбільший на архіпелазі ліс з опунцій. Вивітрені скелі служать хорошим місцем для гніздування Галапагоських мартинів, фаетонів, буревісників. На острові також можна побачити лавових ящірок. Американський письменник Герман Мелвілл присвятив острову Баррінґтона один з нарисів у своєму оповіданні «Енкантадас, або Зачаровані острови».

### Сантьяґо
Сантьяґо (ісп. Santiago), Сан-Сальвадор (San Salvador), або Джеймс (англ. James). Як найпоширеніша іспанська назва острова, так і англійська, походять від імені Святого Якова. Площа острова 585 км², максимальна висота 907 м над рівнем моря. Тут водяться морські ігуани, морські котики, морські леви, сухопутні і морські черепахи, фламінго, дельфіни і акули. Свині і кози, завезені раніше на острів, викоренені. У затоці Сулліван можна спостерігати недавні (близько 100 років тому) потоки лави.

### Сеймур-Норте
Сеймур-Норте (ісп. Seymour Norte). Названий на честь англійського аристократа лорда Г'ю Сеймура (Lord Hugh Seymour). Площа острова 1,9 км², висота до 28 м над рівнем моря. На острові велика популяція синеногих олуш і Галапагоських мартинів. Також тут є одна з найбільших колоній фрегатів.

### Фернандіна
Фернандіна (ісп. Fernandina), або Нарборо (англ. Narborough). Острів названий на честь іспанського короля Фердинанда, що фінансував подорож Христофора Колумба. Площа острова 642 км², найвища точка 1494 м над рівнем моря. Це наймолодший і найзахідніший острів архіпелагу. 13 травня 2005 року на острові почалося нове виверження вулкана, попіл і хмара з пари води піднялися на висоту до 7 км, а лава потекла у бік моря. На невеликій ділянці суші, названій Пунта-Еспіноса, водяться сотні морських ігуан. На острові також водяться Галапагоські баклани, Галапагоські пінгвіни, пелікани і морські леви. Тут застиглі лавові потоки сусідять з мангровими заростями.

### Флореана
Флореана (ісп. Floreana), Санта-Марія (Santa María), або Чарльз (англ. Charles). Острів отримав свою назву на честь першого президента Еквадору Хуана Хосе Флореса, за часів правління якого Галапагоські острови потрапили під юрисдикцію Еквадору. Острів також називають Санта-Марія на честь однієї з каравел Христофора Колумба. Площа острова 173 км², найвища точка 640 м над рівнем моря. Цей острів був заселений одним з перших і у нього досить багата історія. З грудня по травень на острові гніздяться фламінго і зелені морські черепахи. Тут також гніздиться гавайський тайфунник (Pterodroma phaeopygia) — морський птах, що велику частину свого життя проводить далеко від берега. Біля затоки Пост-Офіс у 18 столітті китобої тримали дубову бочку, яку використовували як поштову скриньку, звідки пошта відправлялася кораблями до Європи або США; силами відвідувачів цю традицію підтримують і зараз. У районі «Корони Диявола» розташований підводний вулканічний конус і коралові формації.